# روزماري رادفورد رويثر
روزماري رادفورد رويثر (1936-2022) هي باحثة نسوية أمريكية وعالمة كاثوليكية رومانية، عرف عن ماري إسهاماتها الهامة في مجالات اللاهوت النسوي، واللاهوت النسوي البيئي. ساهمت تعاليمها وكتاباتها في تطوير هذه المجالات من اللاهوت واعتبارها كمجالات دراسية متميزة. كانت ماري من أوائل العلماء الذين تحدثوا عن الآراء النسوية حول اللاهوت المسيحي في الخطاب الأكاديمي السائد.  دعمت رويثر الحركات الداعمة للحقوق المدنية في الستينيات، وبدا واضحًا تأثر أعمالها بالتحرير وعلم اللاهوت الأسود. تولت منصبًا تدريسيًا في جامعة هوارد لمدة عشر سنوات، وبعدها في معهد غاريت الإنجيلي اللاهوتي. كتبت عن العديد المواضيع خلال مسيرتها المهنية، بما في ذلك معاداة السامية، والصراع الإسرائيلي الفلسطيني، وتقاطع النسوية والمسيحية، وأزمة المناخ.
دافعت رويثر عن سيامة النساء (منحهم سر الكهنوت)، وهي حركة كاثوليكية يؤمن أفرادها بقدرة النساء بالعمل ككهنة، على الرغم من حظر الكنيسة الرسمي للأمر. عملت رويثر كعضو مجلس إدارة في حركة إيمريتا الداعمة لحقوق الإجهاض، ثم عضوًا فخريًا في جماعة (كاثوليك من أجل الاختيار). انتقد بعض قادة الكنيسة الرومانية الكاثوليكية موقفها العلني من هذه المواضيع.

## نشأتها
ولدت رويثر روزماري رادفورد في 2 نوفمبر من عام 1936 في سانت بول بولاية مينيسوتا. كانت الفتاة الأصغر بين ثلاث بنات، والديها هما ريبيكا كريساب رادفورد (ني أورد)، وروبرت رادفورد. كان والدها، أسقفًا، وعمل في مجال المهندسة المدنية.
توفي والد رويثر عندما كانت في الثانية عشرة من عمرها، انتقلت بعد ذلك برفقة والدتها إلى سان دييغو، كاليفورنيا. التحقت رويثر بالعديد من المدارس الكاثوليكية.

## التعليم والحياة المهنية
حصلت رويثر على درجة البكالوريوس في الفلسفة والدين من كلية سكريبس عام 1958، وماجستير في التاريخ القديم في عام 1960، ودكتوراه في الأدب الكلاسيكي والآبائيات من كلية كليرمونت للدراسات العليا في كليرمونت، كاليفورنيا في عام 1965. ركز بحثها الأكاديمي على علم الآبائيات، ولهذا كتبت أطروحتها عن غريغوريوس النزينزي.
أدت التزامات رويثر السياسية واللاهوتية إلى اختلافها مع المؤسسات التي عملت من أجلها. خسرت وظيفتها التدريسية الأولى (1964-1965)، ومنصبها الوحيد في المؤسسة التعليمية الكاثوليكية - كلية القلب الطاهرة في لوس أنجلوس، كاليفورنيا، يعود السبب ذلك إلى مواقفها المؤيدة لتحديد النسل وحق الاختيار. أمضت صيف عام 1965 في ميسيسيبي، كانت خلالها ناشطة في مجال الحقوق المدنية، تولت بعدها منصبًا في جامعة هوارد، إحدى جامعات السود التاريخية. 
عينت رويثر أستاذًا في جامعة هوارد بواشنطن العاصمة من عام 1965 إلى عام 1976. وترأست قسم الدين خلال فترة وجودها.
عملت رويثر كأستاذ زائر في مدرسة اللاهوت في جامعة هارفارد لفترة مؤقتة، تولت بعدها منصبًا في معهد غاريت الإنجيلي اللاهوتي، وجامعة نورث وسترن في مدينة إيفانستون (إلينوي). تقاعدت من منصبها الدائم كأستاذة في علم اللاهوت التطبيقي في جامعة جورجيا هاركنس، بعد أن أكملت ما يقارب الثلاثين عامًا. ألفت رويثر أكثر من 40 كتابًا، وكتبت أكثر من 600 مقال، تناولت كتباتها في المقام الأول المواضيع النسوية، والنسوية البيئية، والكتاب المقدس، والمسيحية. 
بالإضافة إلى عملها الأكاديمي، انضمت رويثر إلى العديد من المنظمات الداعمة لأفكار العدالة والنسوية والمسيحية. أصبحت رويثر زميلة في معهد المرأة لحرية الصحافة (WIFP) في عام 1977، وهي منظمة نشر أمريكية غير ربحية تعمل على زيادة التواصل بين النساء، ودعم وسائل الإعلام المعتمدة على النساء. كانت رويثر عضو مجلس إدارة في منظمة كاثوليك من أجل الاختيار، وهي مجموعة مناصرة لحقوق الإجهاض، وكتبت بانتظام لمجلة الصحفي الكاثوليك الوطنية.

## اللاهوت النسوي
تبنت روثر وجهة النظر التالية: أدى استبعاد النساء من الأدوار الأكاديمية والقيادية اللاهوتية إلى انتشار المواقف والمعتقدات الذكورية. لم يسمح للنساء بالمشاركة في الحوارات والطقوس اللاهوتية المسيحية، ما ساهم في تراجع خبراتهن في المعتقدات والتقاليد اللاهوتية. استبعد اللاهوت الكلاسيكي وتقاليده تجارب النساء، ما دعم فكرة دور المرأة الثانوي بالنسبة للرجل.
آمنت رويثر باللاهوت النسوي وبقدرته على تغير النظم اللاهوتية التمييزية. دافعت عن حقوق النساء بالاعتراف بتجربتها وتدوينها في الفضاءات اللاهوتية.
لم تحاول رويثر استبدال المسيحية الأبوية بالمسيحية النسوية، بل دافعت عن تعددية وجهات النظر اللاهوتية. رحبت بفكرة التعددية بدلًا من الدفاع عن نهج محدد ومهيمن على علم اللاهوت. طرحت أفكار متعددة في كتابها (التحيز الجنسي ومحادثة الله) في عام 1983، اقترحت أفكارًا كريستولوجية جديدة من خلال طرح السؤال الشهير، "هل يستطيع المنقذ الذكر إنقاذ النساء.
اختلفت رويثر مع العقائد التأسيسية والممارسات الكنسية، وتحدت مواقف الكنيسة وسياساتها بشكل مستمر، ولكنها لم تتخلى عن الكنيسة الكاثوليكية طوال حياتها ومسيرتها المهنية. نشرت مقالًا في مجلة القرن المسيحية في عام 1985، كتبت فيه: إذا كان من الممكن أن تكون الكنيسة الكاثوليكية مخطئة في تحديد النسل، فيمكن أن تكون مخطئة في أي شيء. تميزت أعمال رويثر في مجال اللاهوت النسوي بقيمتها العالية، وأثرت على العديد من العلماء مثل بيفرلي ويلدونج هاريسون، وباولي موراي.

## نشاطها في مجال الحقوق المدنية
عرف عن رويثر نشاطها في مجال الحقوق المدنية في ميسيسيبي وواشنطن العاصمة. عملت في وزارة دلتا في ولاية ميسيسيبي، وكانت على اطلاع مع معاناة المجتمعات الأمريكية من أصل أفريقي. تعمقت رويثر في أدب لاهوت التحرير الأسود خلال فترة تدريسها في جامعة هوارد. كرست وقتها لدعم حركة السلام في واشنطن العاصمة، اعتقلت من قبل الشرطة وسجنت مع متطرفين كاثوليك وبروتستانت بسبب مشاركتها في المسيرات والمظاهرات.
بقيت رويثر في الكنيسة الكاثوليكية إلى جانب نشطاء دينيين آخرين على الرغم من أفكارها عن اللاهوت النسوي. ينتقد كتابها الأول (الكنيسة ضد نفسها) (1967) عقيدة الكنيسة ووجهات نظر الكنيسة حول الجنس والإنجاب.

## الحياة الشخصية
تعرفت رويثر على هيرمان رويثر، وهو أستاذ في العلوم السياسية، وتزوجا خلال سنتها الأخيرة في الكلية. تشارك الثنائي في تأليف كتاب غضب يونان: أزمة القومية الدينية في الصراع الإسرائيلي الفلسطيني. أنجبا ثلاثة أطفال، ابنتان وابن.
تعرضت رويثر لسكتة دماغية تسببت بأذية خطيرة في عام 2016. انتقلت مع زوجها بعد التقاعد إلى مجمع بلغريم، وهو مجتمع مخصص لكبار السن في كليرمونت، كاليفورنيا.
توفيت رويثر في 21 مايو 2022، في مستشفى في بومونا، كاليفورنيا، بعد معاناتها من أحد الأمراض المزمنة. كان عمرها 85 عامًا حين وفاتها.

## الأوسمة والجوائز
كان كتاب رويثر (الإيمان وقتل الأخوة: الجذور اللاهوتية لمعاداة السامية) من المرشحين النهائيين لجوائز الكتاب الوطنية عن فئة الفلسفة والدين في عام 1975.
عينت رويثر أستاذًا في اللاهوت التطبيقي في معهد غاريت الإنجيلي اللاهوتي، لتكون بذلك أول امرأة تشغل منصبًا في المعهد اللاهوتي، كان يفترض أن تستمر بمنصبها حتى تقاعدها في عام 2002. تعاون طلابها في الدراسات العليا لتأليف ونشر (أصوات التحرير النسوي: كتابات تكريم روزماري رادفورد رويثر في عام 2012) كان عملهم احتفالًا بعيد ميلاد رويثر الخامس والسبعين.
حصلت رويثر على 14 درجة دكتوراه فخرية على الأقل. إذ حصلت على الدكتوراه الفخرية من كلية اللاهوت في جامعة أوبسالا، في السويد في 22 يناير في عام 2000، وحصلت على درجة الدكتوراه الفخرية في الآداب الإنسانية من كلية ويتير في عام 2012.